# Чернобрюхая качурка
Чернобрюхая качурка (лат. Fregetta tropica) — вид морских птиц из семейства Oceanitidae.

## Распространение
Антарктика, Аргентина, Австралия, остров Буве, Бразилия, Вануату, Йемен, Мадагаскар, Мозамбик, Новая Зеландия, Оман, Перу, остров Святой Елены, Сан-Томе и Принсипи, Соломоновы Острова, Уругвай, Фолклендские острова, Французская Полинезия, Французские Южные и Антарктические территории, Чили, ЮАР и Южная Георгия и Южные Сандвичевы Острова.

## Описание
Птицы обычно окрашены в чёрный цвет, за исключением широкого белого пояса перед задом, на боках и под крыльями. Через середину брюшка пролегает широкая чёрная полоса, которая, однако, может прерываться или вовсе отсутствовать. Ноги длинные, чёрные, в полёте они могут быть видны за пределами хвоста.

### Вокализация
В море птицы обычно сохраняют молчание. Издаваемые ими звуки можно услышать в колониях, где происходит размножение.

## Охранный статус
МСОП присвоил виду охранный статус «Виды, вызывающие наименьшие опасения» (LC).